# Bernardo Pérez de Robles
Bernardo Pérez de Robles fue un escultor y cantero nacido en Salamanca hacia 1621 y fallecido en 1683. Trabajó en España, más concretamente en Salamanca y Sevilla y en Perú, en Lima y Arequipa, donde se conservan muchas de sus obras.

## Biografía
Bernardo Pérez de Robles nació en Salamanca, España, hacia 1621. Hijo del escultor Jerónimo Pérez de Lorenzana, inició su carrera artística junto a su padre en su ciudad natal. Hacia 1642 se trasladó a Sevilla, posiblemente atraído por el notable número de encargos que se recibían de América, adonde pretendía emigrar. En 1644, tras dilatarse las gestiones para poder salir hacia América por un periodo de dos o tres años, logró embarcarse hacia las Indias. Arribó al puerto limeño de Callao, donde contactó con otros salmantinos que le ayudaron a establecerse en talleres de otros artistas. En 1646 comenzó a esculpir por cuenta propia. En 1648 contrajo matrimonio con la limeña Ana Ximénez Menacho, con la que tuvo seis hijos, tres varones y tres mujeres. Estableció una asociación con el arquitecto y ensamblador Asensio de Salas y con el dorador Francisco Vázquez, con quienes realizó numerosos retablos. Se tienen noticias de su estancia en Lima hasta 1657. En 1662 se halla establecido en Arequipa, donde ejecutó importantes obras como el Cristo de la Vera Cruz. Según se refleja en varias donaciones que realizó en esta época, y por las dotes que dio para los matrimonios de sus hijas, había logrado amasar una pequeña fortuna y vivía de manera desahogada. En 1671 regresó a su ciudad natal, Salamanca, donde pasó el resto de su vida y donde realizó sus últimas obras escultóricas, como las imágenes del Retablo Mayor de la iglesia de Villares de la Reina o el Cristo de la Agonía de la Convento de San Francisco (Salamanca) Fallece el once de julio de 1683.

## Obra
La obra de Bernardo Pérez de Robles se centra en la temática religiosa, fundamentalmente retablos e imágenes de devoción en las que empleó la técnica de madera tallada y posteriormente estofada y policromada, al uso de la época. Realizó también algunos trabajos de cantería y de tasación de obras de arte. 

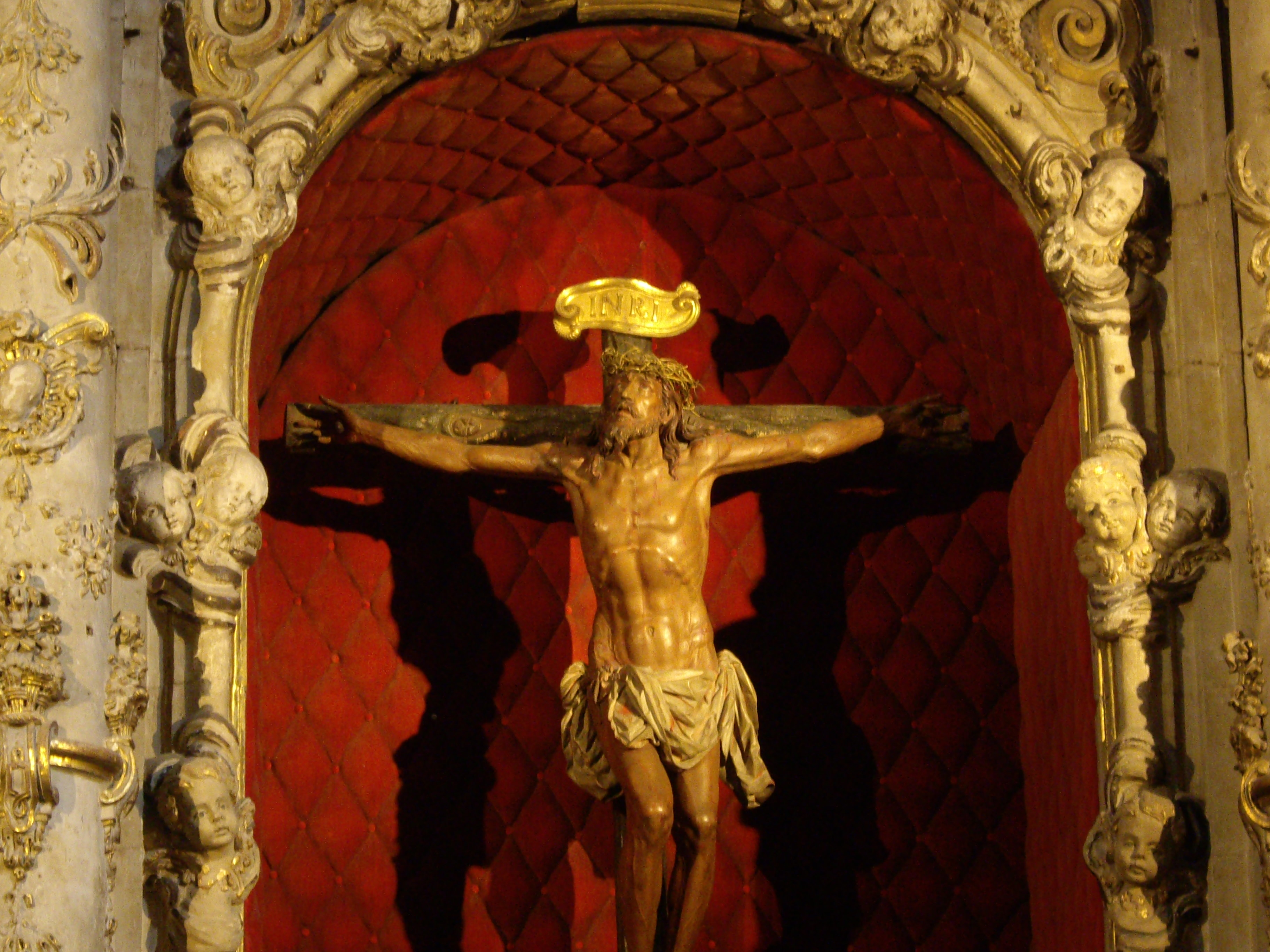
Cristo de la Agonía de la V. O. T. de San Francisco, Salamanca. Bernardo Pérez de Robles, 1671

Su formación tuvo lugar junto a su padre, el escultor Jerónimo Pérez de Lorenzana, en Salamanca, donde estuvo en contacto con obras de escultores del foco castellano y salmantino como Gregorio Fernández y Pedro Hernández. Durante su estancia en Sevilla es más que probable que conociera las obras de escuela andaluza, sobre todo las de Juan de Mesa y las de su discípulo Sebastián Rodríguez, así como las de Juan de Herrado Beces. Con estos dos últimos entabló amistad.
Como señala Ramos Sosa, se detecta en su estilo influencia de las escuelas andaluza y castellana, que Pérez de Robles reúne y resuelve con maestría. Esta mezcla estilística hizo que algunas de sus obras fueran atribuidas a Juan Martínez Montañés en el pasado.
En su etapa de formación en Salamanca, hasta 1642, realizó algunos trabajos de cantería:
- Capiteles en piedra para el Convento de las Agustinas

En Lima entre 1646 - 1657, se pueden destacar las siguientes obras:
- Virgen del Pilar (1646)
- Escudo en piedra con las armas de la Casa Real para la Catedral de Lima (1648)
- Retablo de la capilla de la Concepción de la Catedral de Lima (1656 - 1658)
- Virgen de la Inmaculada concepción realizada para el retablo anterior (1655)
- Calvario del retablo del Convento de Santa Clara (1651?)
- Santo Domingo, y San Francisco de Asís del retablo anterior, (1651?)
- Inmaculada con el Niño o Virgen de la Peña de Francia (1651)
- San Guillermo y San Pedro de Verona (sin datar)
- Crucificado de la iglesia de San Sebastián de Lima (sin datar)

En Arequipa realizó, entre 1662 y 1671:
- Cristo de la Vera Cruz (1662)
- Cristo Yacente de la Cofradía del Santo Sepulcro de la iglesia de Santo Domingo
- San Francisco y Santo Domingo en la iglesia de los Frailes Menores
- El Crucificado de la Compañía de Jesús

En Salamanca esculpió entre 1671 y 1683:
- Cristo de la Agonía de la Convento de San Francisco (Salamanca) (1671)
- Cristo del Perdón del Convento de las Bernardas (sin datar)
- Cristo de la Expiración de la Iglesia del Espíritu Santo (sin datar)
- San Pedro de Alcántara de la Iglesia de la Vera Cruz (atribuido)
- Cristo del Amparo de la Iglesia del Carmen de Arriba (atribuido)
- Numerosas esculturas de madera policromada en la Iglesia Parroquial de San Silvestre en Villares de la Reina(1677)